# Sedan (Minnesota)
Sedan és una població del Pope a l'estat de Minnesota ((Estats Units d'Amèrica).

## Demografia
Segons el cens dels Estats Units del 2000 tenia 65 habitants, 30 habitatges, i 15 famílies. La densitat de població era de 49,2 habitants per km².
Dels 30 habitatges en un 26,7% hi vivien nens de menys de 18 anys, en un 46,7% hi vivien parelles casades, en un 3,3% dones solteres, i en un 46,7% no eren unitats familiars. En el 36,7% dels habitatges hi vivien persones soles el 13,3% de les quals corresponia a persones de 65 anys o més que vivien soles. El nombre mitjà de persones vivint en cada habitatge era de 2,17 i el nombre mitjà de persones que vivien en cada família era de 2,94.
Per edats la població es repartia de la següent manera: un 21,5% tenia menys de 18 anys, un 9,2% entre 18 i 24, un 35,4% entre 25 i 44, un 21,5% de 45 a 60 i un 12,3% 65 anys o més.
L'edat mediana era de 39 anys. Per cada 100 dones de 18 o més anys hi havia 112,5 homes.
La renda mediana per habitatge era de 29.375 $ i la renda mediana per família de 40.833 $. Els homes tenien una renda mediana de 31.458 $ mentre que les dones 16.750 $. La renda per capita de la població era de 16.355 $. Entorn de l'11,1% de les famílies i el 15,5% de la població estaven per davall del llindar de pobresa.

## Poblacions properes
El següent diagrama mostra les poblacions més properes.